# José Oliver Hernández
José Oliver Hernández (geboren am 2. Januar 1996 in Elche) ist ein spanischer Handballspieler, der auf der Spielposition Kreisläufer eingesetzt wird.

## Vereinskarriere
José Oliver Hernández begann mit dem Handball bei Bm Elche, wechselte dann zu FC Barcelona, für dessen B-Team er bis 2015 spielte. Anschließend lief er in der Spielzeit 2015/2016 für BM Benidorm in der Liga Asobal auf. Im Jahr 2016 wechselte er zu dem in der División de Honor Plata spielenden Verein Balonmano Torrelaveja. Seit dem Jahr 2019 war er wieder für TM Benidorm in der Liga Asobal aktiv. Nach der Spielzeit 2024/2025 verließ er den Verein und wechselte zu Horneo EÓN Alicante.
Mit dem Team aus Benidorm nahm er an europäischen Vereinswettbewerben teil.

## Auswahlmannschaften
Er stand im Aufgebot spanischer Nachwuchsauswahlmannschaften. Sein erstes Spiel für Spanien absolvierte er am 5. November 2011 mit der promesas selección gegen die Auswahl Portugals. Oliver spielte als Jugendnationalspieler Spaniens bei der U-19-Weltmeisterschaft in Russland (2015). Als Juniorennationalspieler Spaniens nahm er an der U-20-Europameisterschaft in Dänemark (2016) teil, bei der er mit dem Team Europameister wurde, und an der U-21-Weltmeisterschaft in Algerien (2017), bei der die Spanier Weltmeister wurden. Er stand bis Juli 2017 in 71 Spielen im Aufgebot der spanischen Nachwuchsteams und erzielte dabei 64 Tore.